# ناتالي مورين
ناتالي مورين هي مواطنة كندية فرنسية المولد التي تم عقدها رغما عنها في المملكة العربية السعودية من قبل زوجها، سعيد الشهراني، وقوانين المملكة العربية السعودية منذ عام 2005. وعلى الرغم من أنها لديها علاقة ودية مع زوجها، فقد أدعت أنها تعرضت لسوء معاملة جسدية ونفسية وكذلك الحراسة. وذكرت أنها «لا تملك أي صديقة» في المملكة العربية السعودية وبإنها منبوذة بسبب جذورها الخارجية.
وأصبحت مشهورة في كيبيك. ويتبعها الصحفيين بانتظام وكذلك تكتب عنها الصحف الصحف (المرجع 3).
في عام 2012، أقتربت الحكومتين الكندية والعربية السعودية من صفقة، لكنها لا تزال في التقدم. (المرجع 3)
وقال الكاتب السعودي والناشط السياسي، وجيهة الحويدر، قد حاولت أن أساعدها، ولكن من دون أي نجاح حتى الآن.